# Klösterle (Bad Cannstatt)

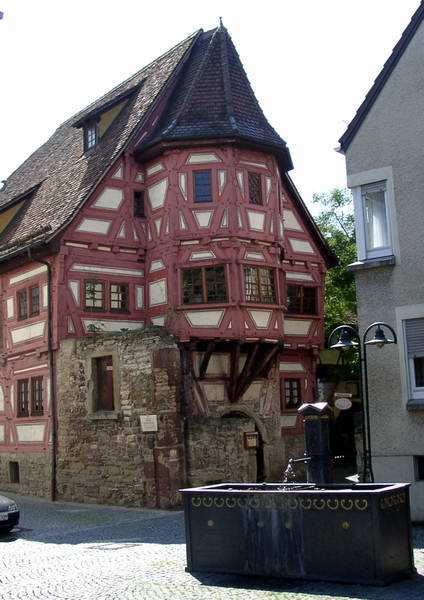
Klösterle

Das Klösterle ist ein um 1465 erbautes Fachwerkhaus in Bad Cannstatt. Es ist das älteste erhaltene Wohnhaus im Großraum Stuttgart und wurde im Mittelalter wahrscheinlich von Beginen bewohnt. Das Haus hat eine eingebaute gotische Kapelle im ersten Geschoss.

## Lage
Das Haus steht am Thaddäus-Troll-Platz in der Marktstraße 71 am Rand der mittelalterlichen Altstadt von Cannstatt. Diese gehört inzwischen zur Stadt Stuttgart.

## Geschichte

### Baugeschichte
Das Haus wurde wahrscheinlich kurz nach 1463 fertiggestellt. In diesem Jahr wurden die Holzbalken nach dendrochronologischen Untersuchungen geschlagen. 1476 wurde ein Erker angebaut. Die Renaissancestuckdecke in der Kapelle im oberen Stockwerk wurde 1576 eingebaut, die Scheuer als anliegendes Wirtschaftsgebäude um 1580 errichtet.

### Bürgerliches Wohnhaus oder Beginenhaus
In den historischen Kauf- und Steuerunterlagen Cannstatts wurden verschiedene bürgerliche Besitzer genannt, ein Beginenkonvent jedoch nicht. Der überlieferte Name Klösterle weist aber auf eine wahrscheinliche zeitweise Nutzung durch Beginen hin. Stifter stellten in anderen Städten öfter eigene Häuser für Beginenkonvente zur Verfügung, blieben aber die formellen Eigentümer. So ist es möglich, dass ein Beginenkonvent für einige Zeit in dem Haus lebte, ohne dass dies in den Steuerunterlagen verzeichnet wurde. Um 1550 könnte dieser dann aufgelöst worden sein wie die meisten württembergischen Konvente. Der Eigentümer Wacker (um 1576) hatte das Haus von seiner Mutter geerbt, diese könnte eine Begine gewesen sein und mit anderen Frauen dort gelebt haben. Die Kapelle im Obergeschoss wäre damit die einzige erhaltene Hauskapelle in einem Beginenhaus überhaupt.

### Ältestes Wohnhaus Stuttgarts
Die dendrochronologischen Befunde ergaben ein Schlagen einiger Bauhölzer für den Bau des Klösterles im Jahre 1463. Kurz danach wurde es wahrscheinlich gebaut.
In einem anderen Haus in der Brählesgasse 21 wurde ein Balken von 1348 im Dachstuhl verbaut, möglicherweise stammte die gesamte Konstruktion aus dieser Zeit. Die unteren Teile jenes Hauses wurden um 1741 gebaut.
Damit ist das Klösterle das älteste vollständig erhaltene (profane) Wohnhaus in Stuttgart, der Dachstuhl in der Brählesgasse das älteste erhaltene Teilbauwerk.

### 20. Jahrhundert
Das Klösterle wurde im frühen 20. Jahrhundert an der Außenfassade verändert. Es sollte seit den 1930er Jahren abgerissen werden. Als in den 1970er Jahren der Abriss fast feststand, rettete es die neugegründete Bürgerinitiative Pro Alt Cannstatt das Gebäude. Der Architekt Hermann Kugler kaufte es 1983 und ließ es denkmalgerecht sanieren. Dafür erhielt er 1984 den Architektenpreis.
Seit 1985 befindet sich im Erdgeschoss die Weinstube Klösterle, in der oberen Etage befindet sich das Architektenbüro von Hermann Kugler. Seit 1988 ist das Stadtmuseum Cannstatt im nebengelegenen Scheuer, einem ehemaligen Wirtschaftsgebäude, untergebracht.
2013 gab es die Ausstellung 550 Jahre Klösterle, in der zahlreiche historische Dokumente zur Geschichte des Hauses gezeigt wurden.

## Weitere Beginenkonvente in Cannstatt

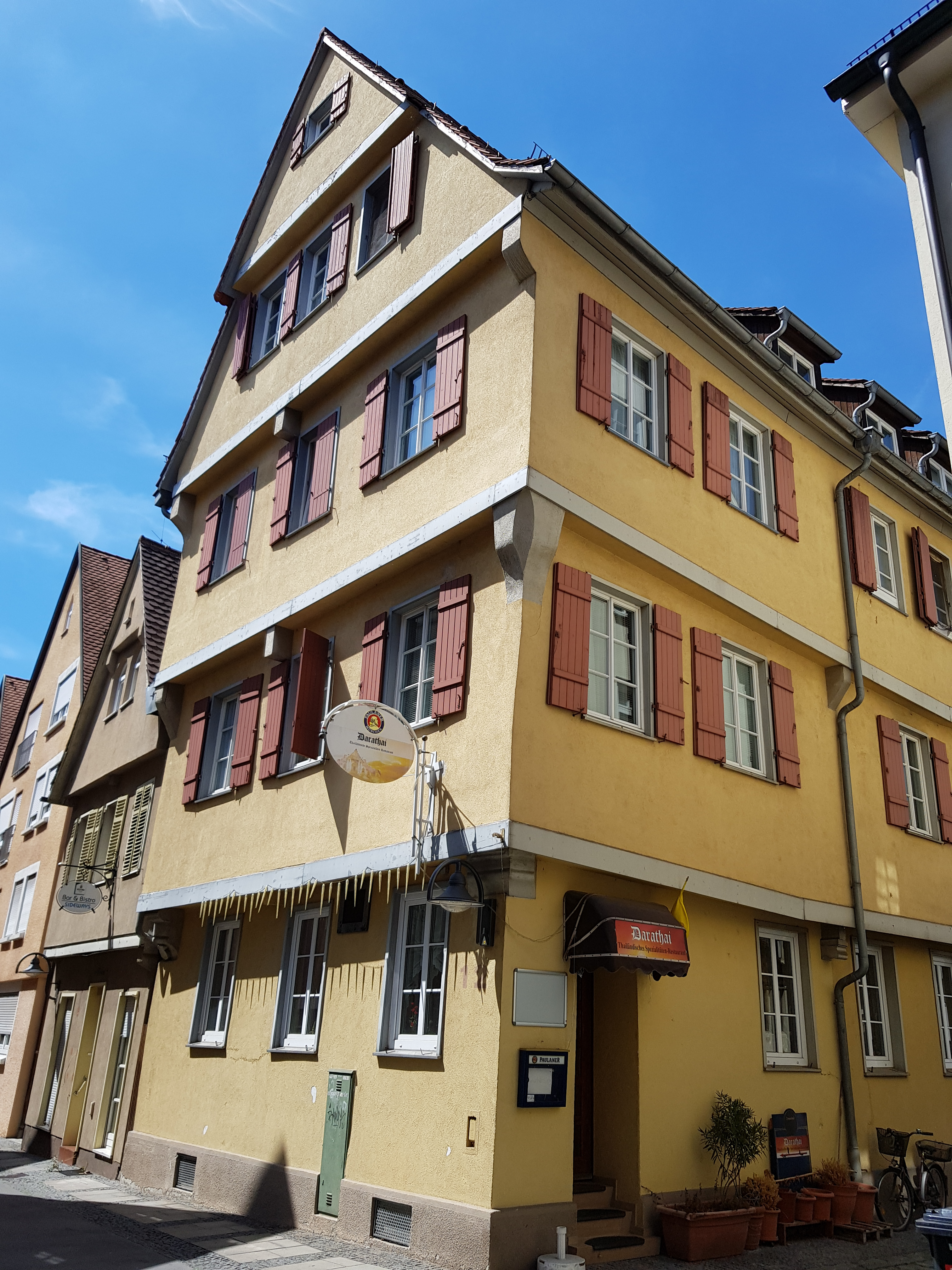
Beginenhaus in der Brählesgasse 12

In Cannstatt gab es mehrere (weitere) Beginenkonvente, über die aber bisher nur kurze Hinweise bekannt sind.
- Brählesgasse 12
- Überkinger Straße 16, Zugang von der Brunnenstraße
- in der Nähe der Liebfrauenkirche